# Coherence (film, 2013)
Pour les articles homonymes, voir Cohérence.
Pour plus de détails, voir Fiche technique et Distribution.
Coherence est un film américain réalisé par James Ward Byrkit (en) sorti en 2013.

## Synopsis
Huit amis se réunissent pour un dîner chez Mike et Lee alors qu'une comète passe. Emily hésite à accompagner son petit ami Kevin lors d'un long voyage d'affaires à l'étranger. Amir a amené Laurie, l'ex-petite amie de Kevin, qui flirte de manière inappropriée avec Kevin.
Une coupure d'électricité se produit lors du repas. Mike et Lee apportent des bougies et des bâtons lumineux de différentes couleurs. Chacun prend un bâton lumineux bleu et  ils s'aventurent dehors où le quartier est sombre à l'exception d'une maison éclairée. De retour à l'intérieur, ils remarquent un verre brisé que personne ne se souvient avoir endommagé. Amir et Hugh décident de demander à utiliser le téléphone de la maison éclairée, car le frère physicien de Hugh a insisté pour que ce dernier l'appelle si quelque chose d'étrange devait se produire lors du passage de la comète, car aucun téléphone portable n'a du reseau.
Hugh et Amir reviennent. Hugh a une coupure au front et Amir a ramené une boîte contenant une raquette de ping-pong et des photos de tout le monde avec des numéros écrits au dos. Hugh dit qu'il a vu par la fenêtre de l'autre maison une table avec huit places. Ils se rendent compte que l'autre maison est une version alternative de la leur.
Hugh écrit une note qu'il laisse à l'autre maison, mais il trouve une copie exacte de la note épinglée sur leur propre porte. Emily, Kevin, Mike et Laurie décident de se rendre dans l'autre maison. En chemin, ils rencontrent un autre groupe de quatre personnes portant des bâtons lumineux rouges plutôt que bleus. Chaque groupe s'enfuit vers sa maison.
Hugh récupère dans sa voiture le livre de son frère, qui traite de la décohérence quantique. Ils supposent que la comète a créé deux réalités séparées, dont l'une s'effondrera une fois la comète passée. Ils supposent que toute personne traversant la zone d'obscurité particulièrement dense à l'extérieur émergera dans une réalité différente. Mike boit beaucoup et envisage de tuer leurs doubles avant que ceux-ci ne les tuent.
Hugh et Amir se rendent compte, grâce aux bâtons lumineux rouges qu'ils portent dans leurs poches, qu'ils viennent de l'autre maison. Ils prennent la boîte et partent avant que les autres ne s'en aperçoivent. Peu après, Hugh et Amir reviennent avec des bâtons lumineux bleus, révélant au groupe qu'ils ont été absents pendant tout ce temps et qu'ils viennent juste de revenir. Ils ont trouvé deux notes dans l'autre maison, ce qui montre que la séparation a créé plus que deux réalités alternatives. Beth voit Laurie embrasser Kevin dans le couloir. Quelqu'un à l'extérieur brise la vitre de la voiture de Hugh. Emily récupère la bague que Kevin lui a offerte dans sa voiture. En parlant à Kevin, Emily se rend compte qu'il vient d'une autre réalité.
Le groupe crée sa propre boîte pour confirmer qu'ils appartiennent tous à la même réalité. En plus de numéroter les photos en lançant un dé, ils ajoutent un objet choisi au hasard. Emily en déduit que seuls Lee et Beth, qui n'ont jamais quitté la maison, sont originaires de cette maison ; qu'elle-même, Kevin et Laurie viennent d'une autre maison ; que Hugh et Amir viennent d'une troisième maison ; et que Mike vient d'une quatrième. La lettre de chantage arrive sous la porte, révélant une liaison adultère entre lui et Beth. Un autre Mike entre par effraction, attaque son double et s'en va.
Emily sort et examine plusieurs maisons alternatives, découvrant différentes situations, dont une où personne ne semble être au courant de la séparation. Elle attire tout le monde hors de la maison en brisant la vitre de la voiture de Hugh, puis tend une embuscade à l'autre Emily et lui injecte de la kétamine lorsqu'elle sort sa bague de sa voiture. Elle prend la place de son alter ego pendant que la comète de Miller se disloque au-dessus de sa tête, mais doit à nouveau maîtriser l'autre Emily lorsqu'elle se glisse dans la salle de bain. Elle prend la bague de sa victime après avoir perdu la sienne dans l'altercation, puis retourne dans le salon et s'évanouit.
Emily se réveille à la lumière du jour sur le canapé, sans que le reste de la fête s'en aperçoive. Kevin lui rend sa bague qu'il a trouvée dans la salle de bains. Son téléphone portable sonne et il remarque que, bizarrement, c'est Emily qui appelle. Emily regarde les deux bagues pendant que Kevin répond au téléphone, puis il se tourne vers elle avec le téléphone à l'oreille.

## Fiche technique
- Titre original : Coherence
- Titre français : Coherence
- Réalisateur : James Ward Byrkit (en)
- Scénariste : James Ward Byrkit (en)
- Producteurs : Lene Bausager ; Doug Blake ; Alyssa Byrkit ; James Ward Byrkit ; Alex Manugian ; Bellanova Films ; Ugly Duckling Films
- Directeur Photo : Arlene Muller et Nic Sadler
- Musique : Kristin Ohrn Dyrud
- Montage : Lance Pereira
- Effets spéciaux : Digital Sandbox
- Année de sortie : 2013
- Durée : 88 minutes
- Genre : Thriller / Fantastique

## Distribution
- Nicholas Brendon : Mike
- Hugo Armstrong : Hugh
- Emily Foxler : Em
- Elizabeth Gracen : Beth
- Maury Sterling : Kevin
- Lorene Scafaria : Lee
- Alex Manugian : Amir
- Lauren Maher : Laurie